# Альбарелло
Альбарелло (итал. albarello, alberello) — разновидность аптекарского сосуда, распространённая в различных странах в эпоху Средневековья и итальянского Возрождения. Сосуды предназначались для хранения мазей, трав и различных лекарств. Впервые появились в Италии. Их изготавливали из знаменитой итальянской майолики, реже из дерева и стекла.

## Происхождение названия
В Италии XV—XVI веков такие сосуды называли «белёными» (лат. albus — белый, светлый), поскольку красный глиняный «черепок» покрывали толстым слоем белой оловянной глазури, под последующую роспись «по-сырому» (так называемая меццо-майолика) А. Н. Кубе объяснял их последующее название арабским араб.  شجرة صغيرة ‎ — маленькое деревце), в подтверждение происхождения таких сосудов в странах Дальнего Востока, изготовленных из стеблей бамбука; по-итальянски также получалось: albarello, alberello — деревце). В похожих деревянных сосудах в Европу ввозили ароматические вещества.

## Форма и роспись
Вначале такие сосуды были цилиндрическими (позднее их делали и более сложной формы), на низкой кольцеобразной ножке и с оригинальными, слегка вогнутыми стенками — для того, чтобы было удобнее их брать в руки. Такие сосуды не имели ручек и крышек — вверху они закрывались кружком пергамента или ткани, перевязанным бечёвкой. Часть ранних «альбарелло» имела одну или две ручки и имела вид керамической кружки. Старинная форма аптечной посуды повторяет часть ствола бамбука, традиционно использовавшегося в странах Дальнего Востока как портативный контейнер для хранения лекарств. Впоследствии эту форму начали изготавливать из керамики. Небольшие размеры сосудов делали их удобными для использования. Аптечные сосуды-альбарелло со временем приобретали сложную форму с фигурными крышками и сложной «картинной» росписью.
Основными центрами изготовления альбарелли (форма множественного числа) были малые итальянские города: Дерута и Фаэнца. Итальянские альбарелли, согласно одной из версий, происходят от средневековых мусульманских керамических сосудов, в свою очередь восходящих к изделиям Древней Персии и Месопотамии. В XIV—XV веках через Испанию они проникли в Италию, а затем во Францию, Германию, Голландию. Итальянские мастера покрывали эти сосуды белой оловянной глазурью и расписывали растительным орнаментом, надписями, портретными изображениями.
Изделия покрывали белой оловянной глазурью, а затем расписывали в различных стилях, характерных для майолики того периода и места, где они создавались. Отсутствие канона изготовления альбарелло способствовало их разнообразию. Первыми центрами, где начали изготавливать такие сосуды, стали города Италии в XV веке, впоследствии традиция распространилась и на другие европейские страны. В Санкт-Петербургском Эрмитаже хранятся несколько сосудов-альбарелло из Золотой Орды, датированные XIV веком.
Особенностью западноевропейских альбарелло было оставляемое белое пространство, имеющие вид ленты, на которой писали название лекарства. Иногда её оставляли пустой, чтобы владелец сосуда мог сам написать или приклеить на это место этикетку с надписью.

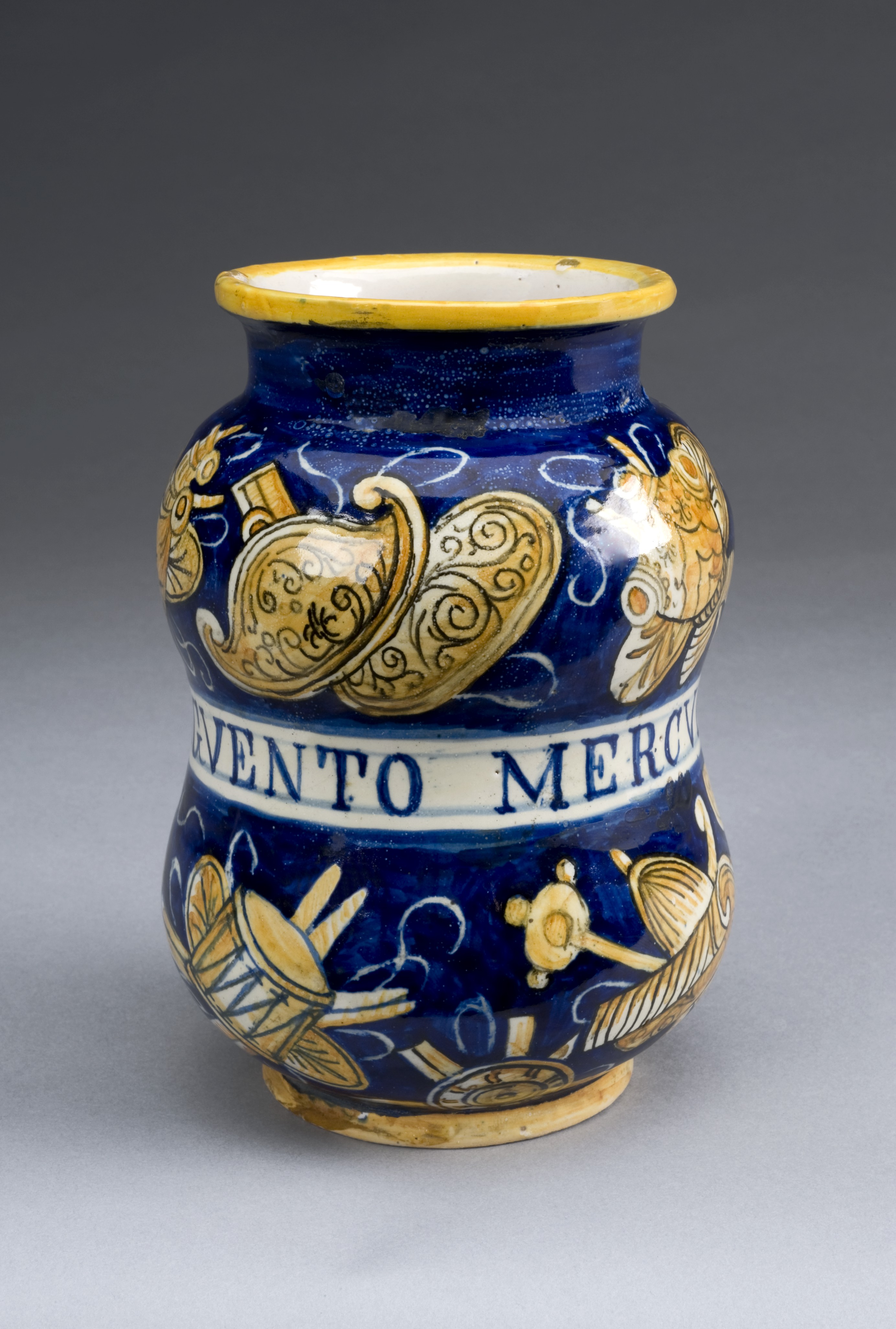
Сосуд-альбарелло для ртутной мази. Италия. XVII век
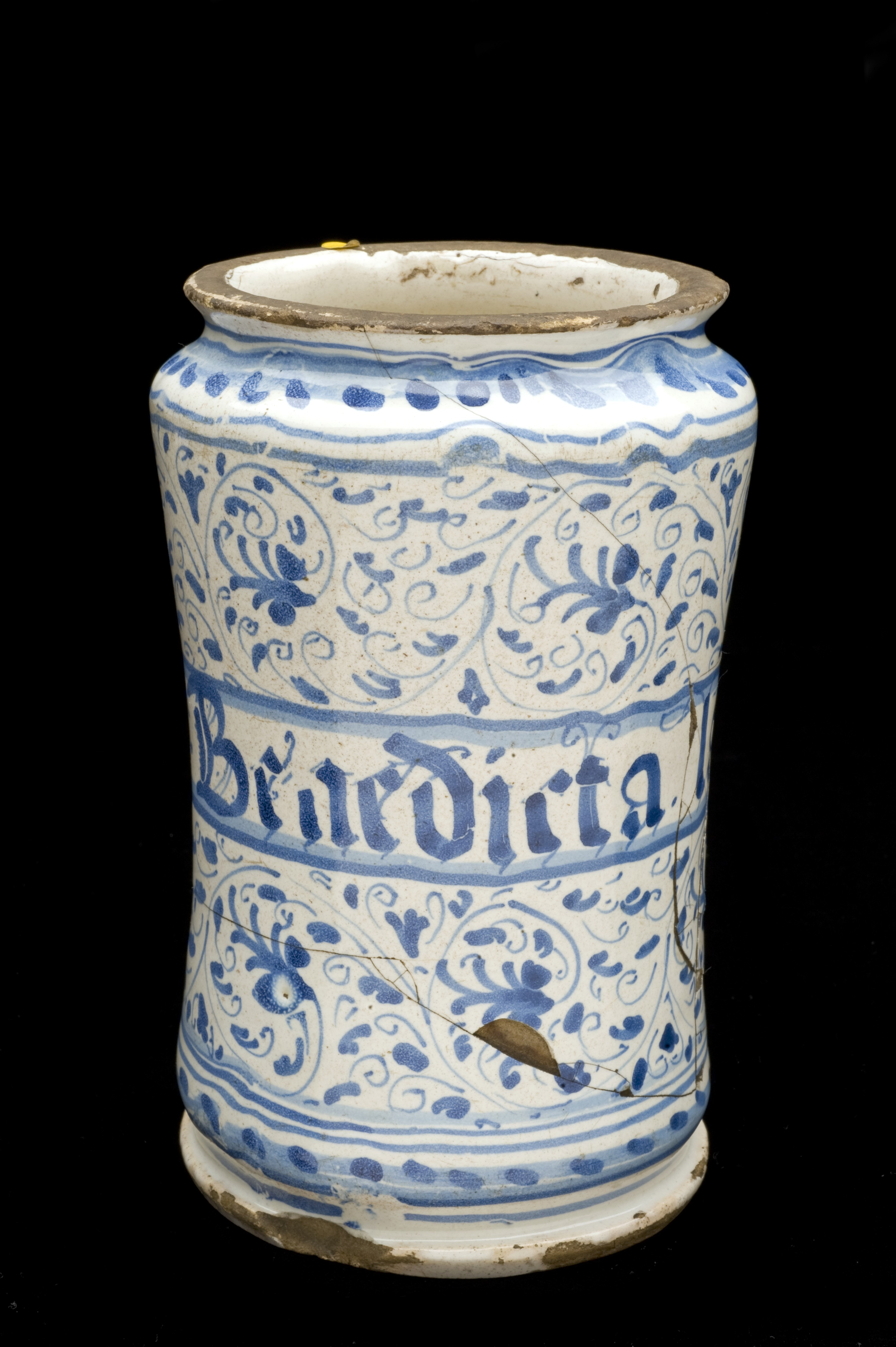
Сосуд для «благословенного слабительного». Италия. XVII век
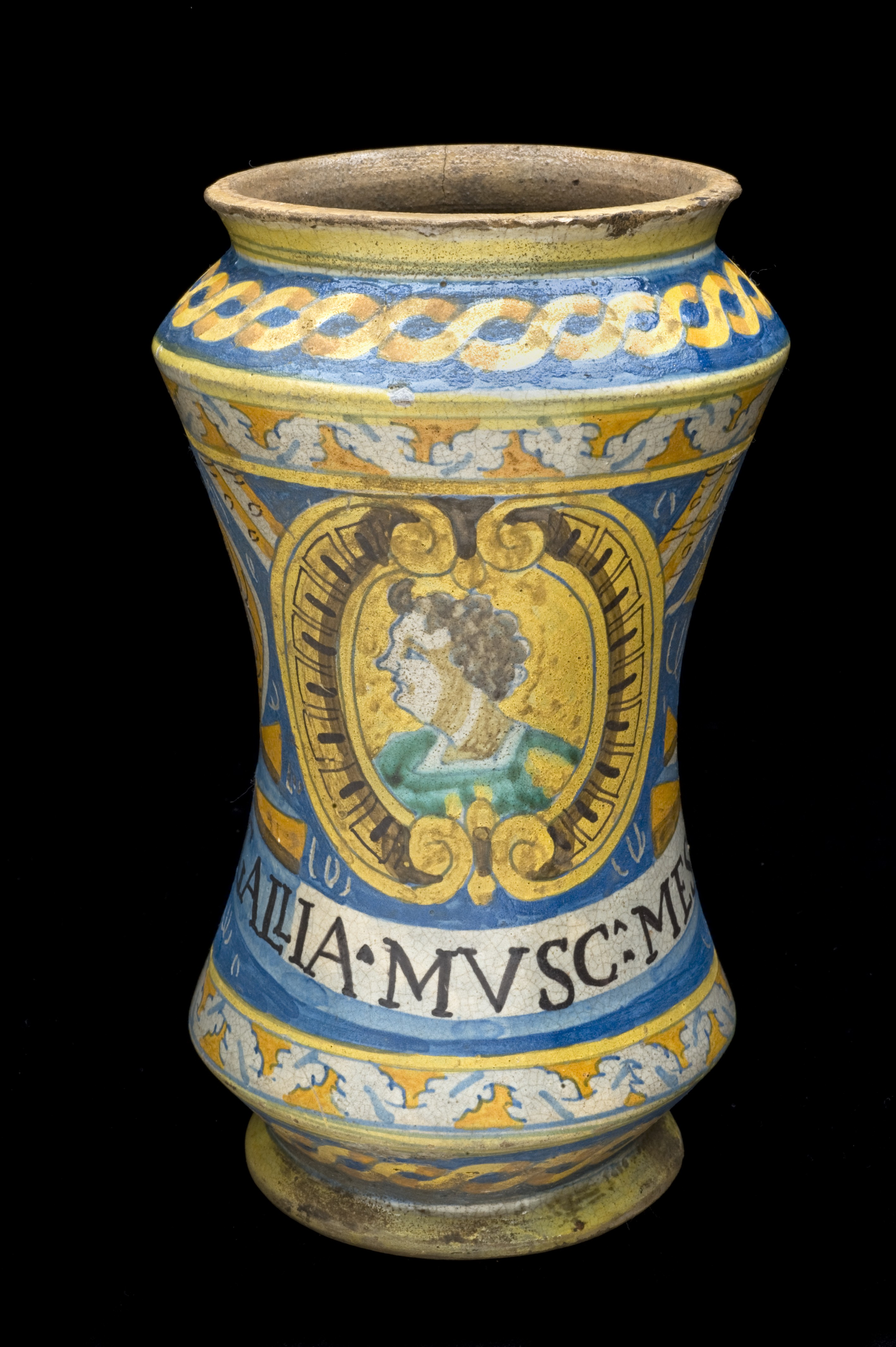
Итальянский сосуд для популярного в те времена лекарства из древесины алоэ, мускуса и амбры
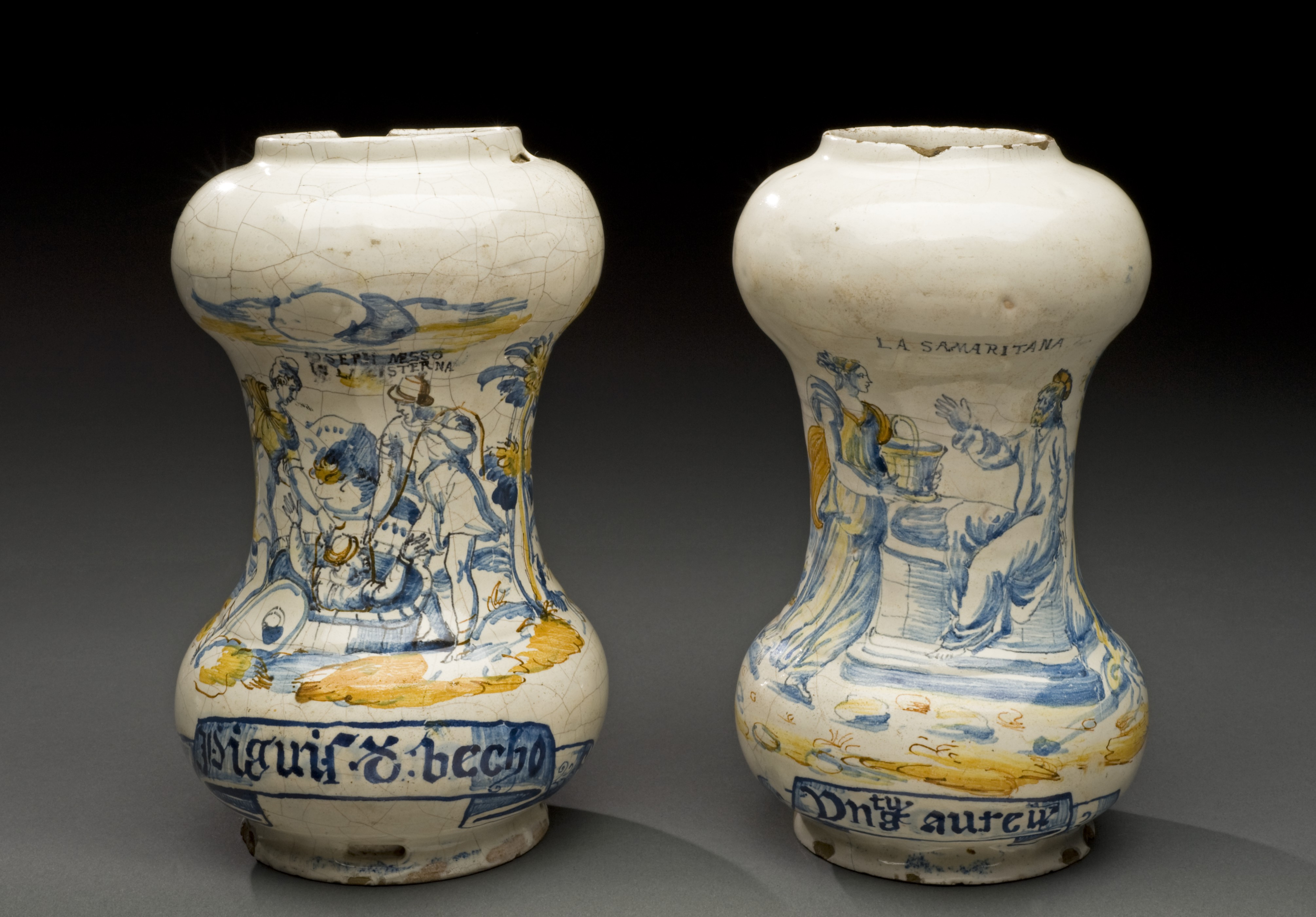
Сосуд для Ungentum Aureum («золотая мазь») со сценами из Нового Завета. Италия. 1571—1630
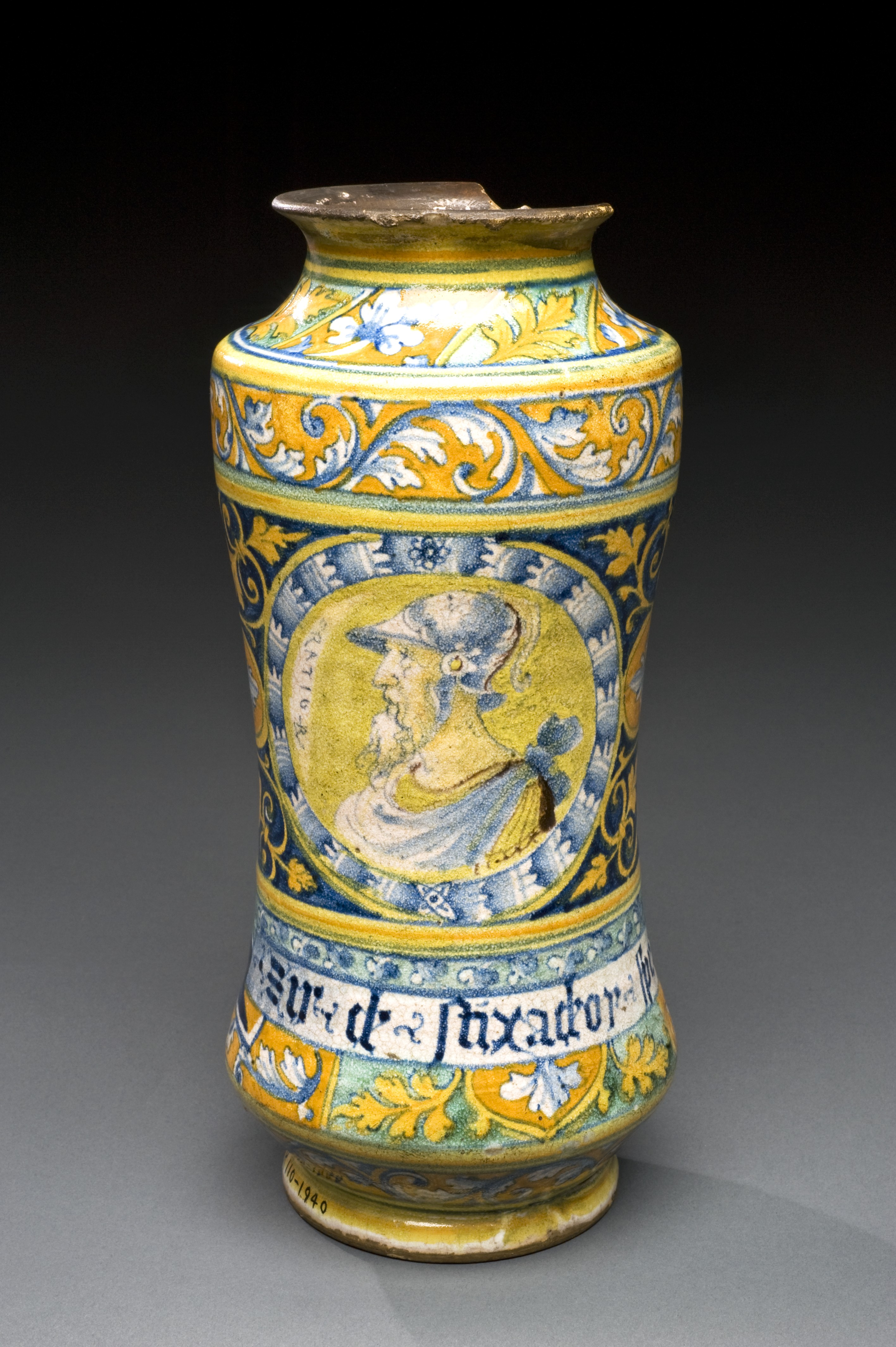
Сосуд для лавандового сиропа с портретом римского героя Горация Коклеса. Фаэнца, Италия
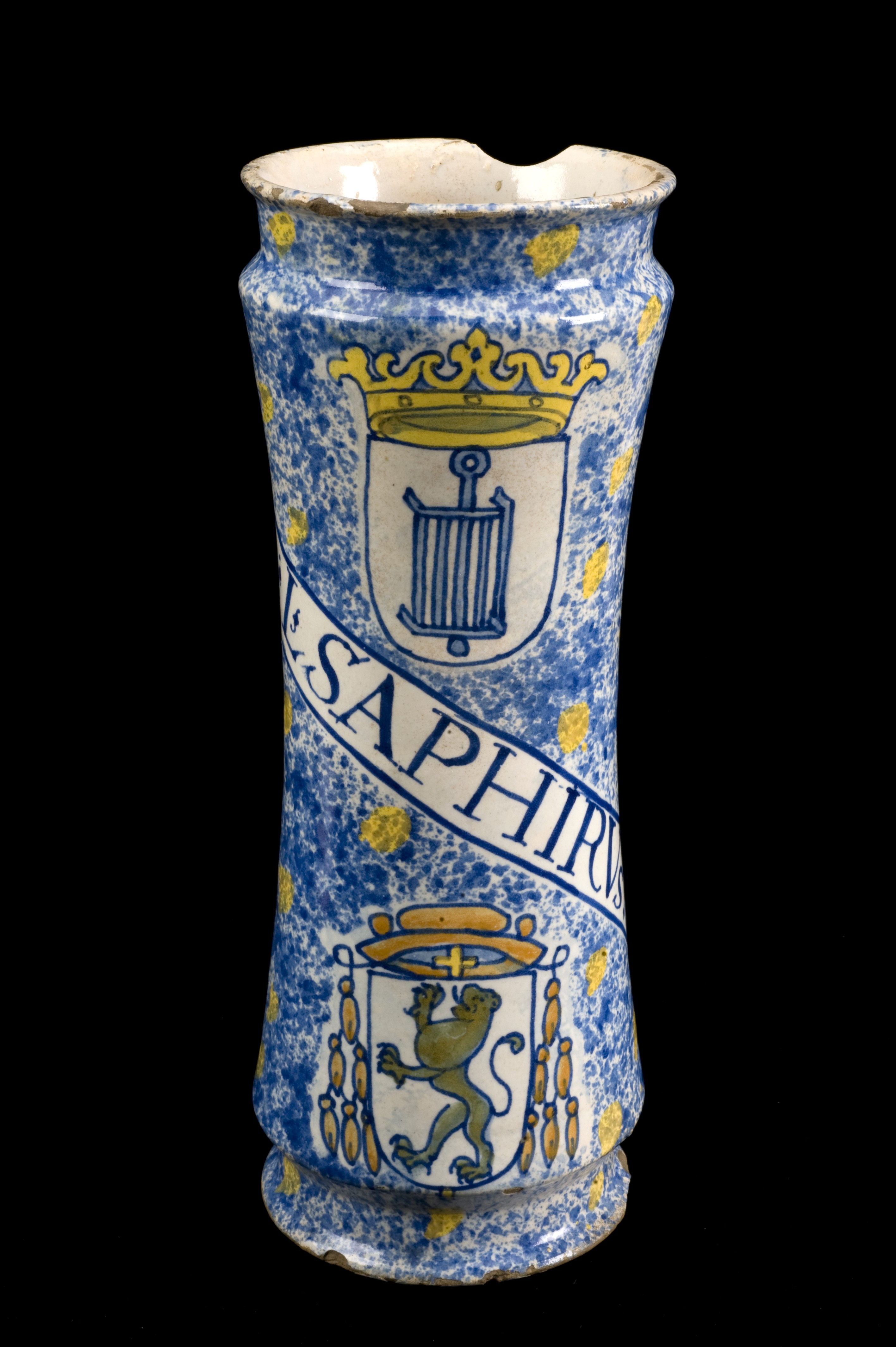
Сосуд, выполненный для монастыря Эскориал, надпись гласит — L. SAPHIRUS[5]. Испания. 1600—1625
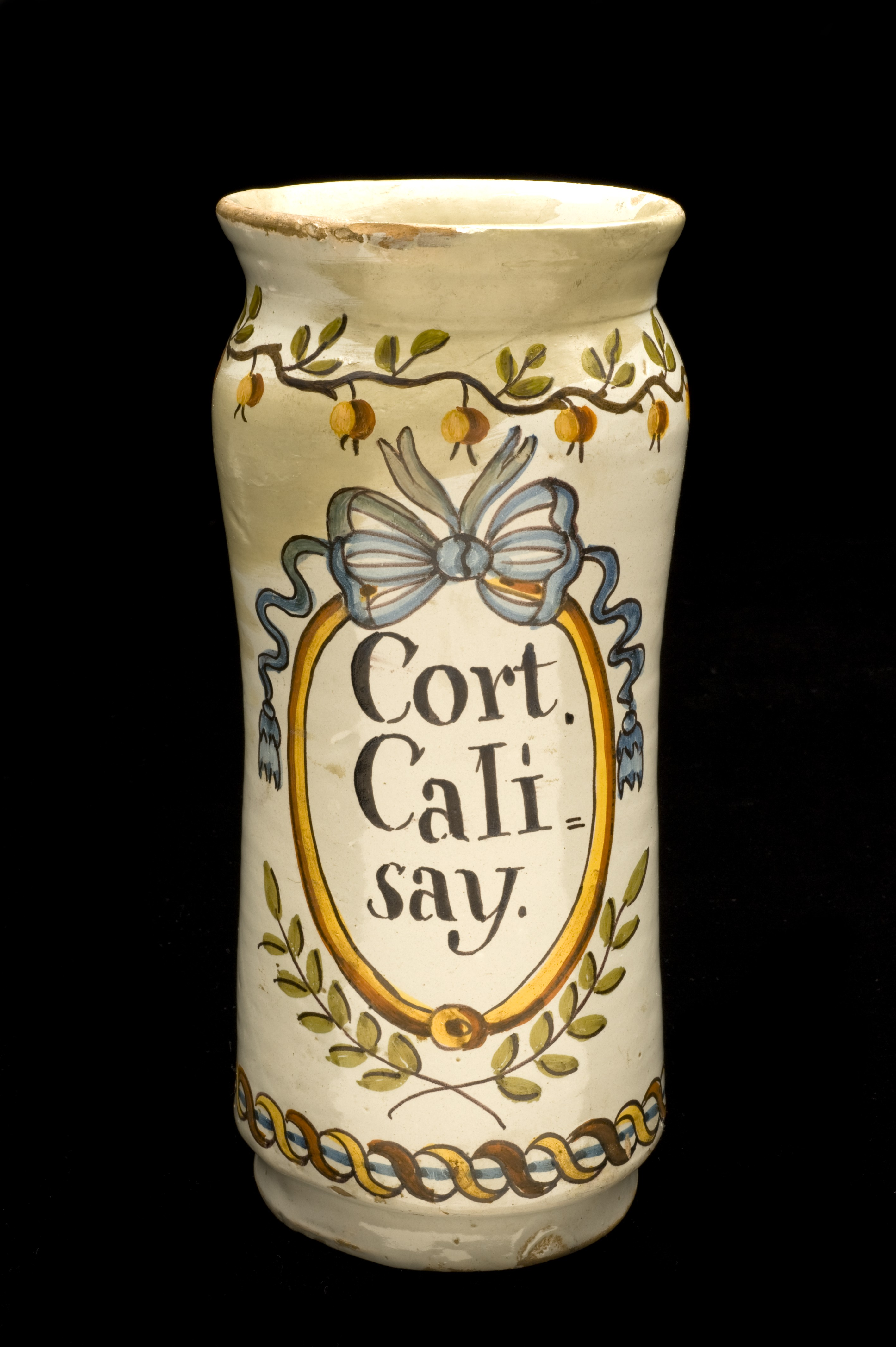
Сосуд для хранения препаратов из коры хинного дерева, Испания, XVIII век
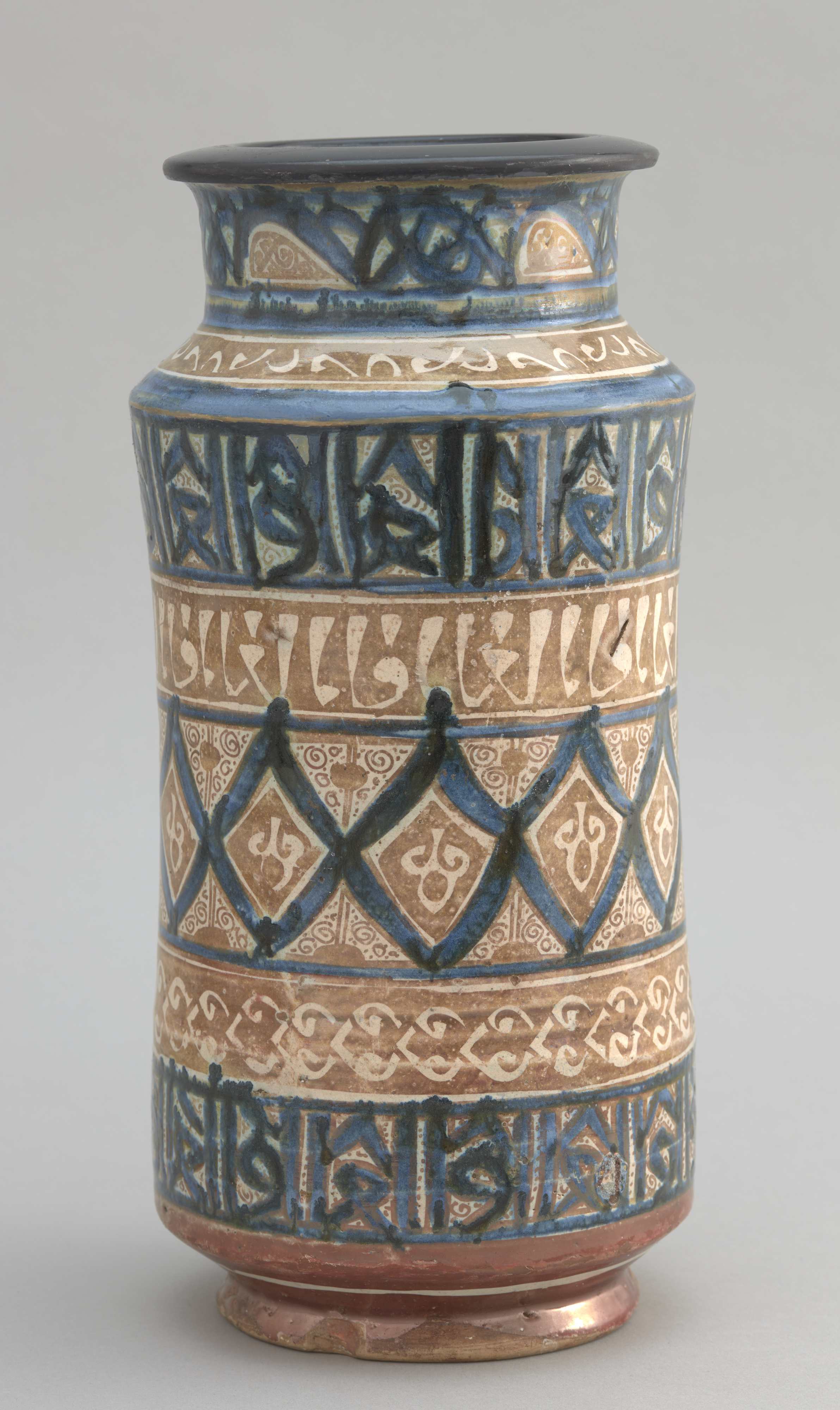
Медицинский сосуд. Между 1400 и 1425. Валенсия. Испания
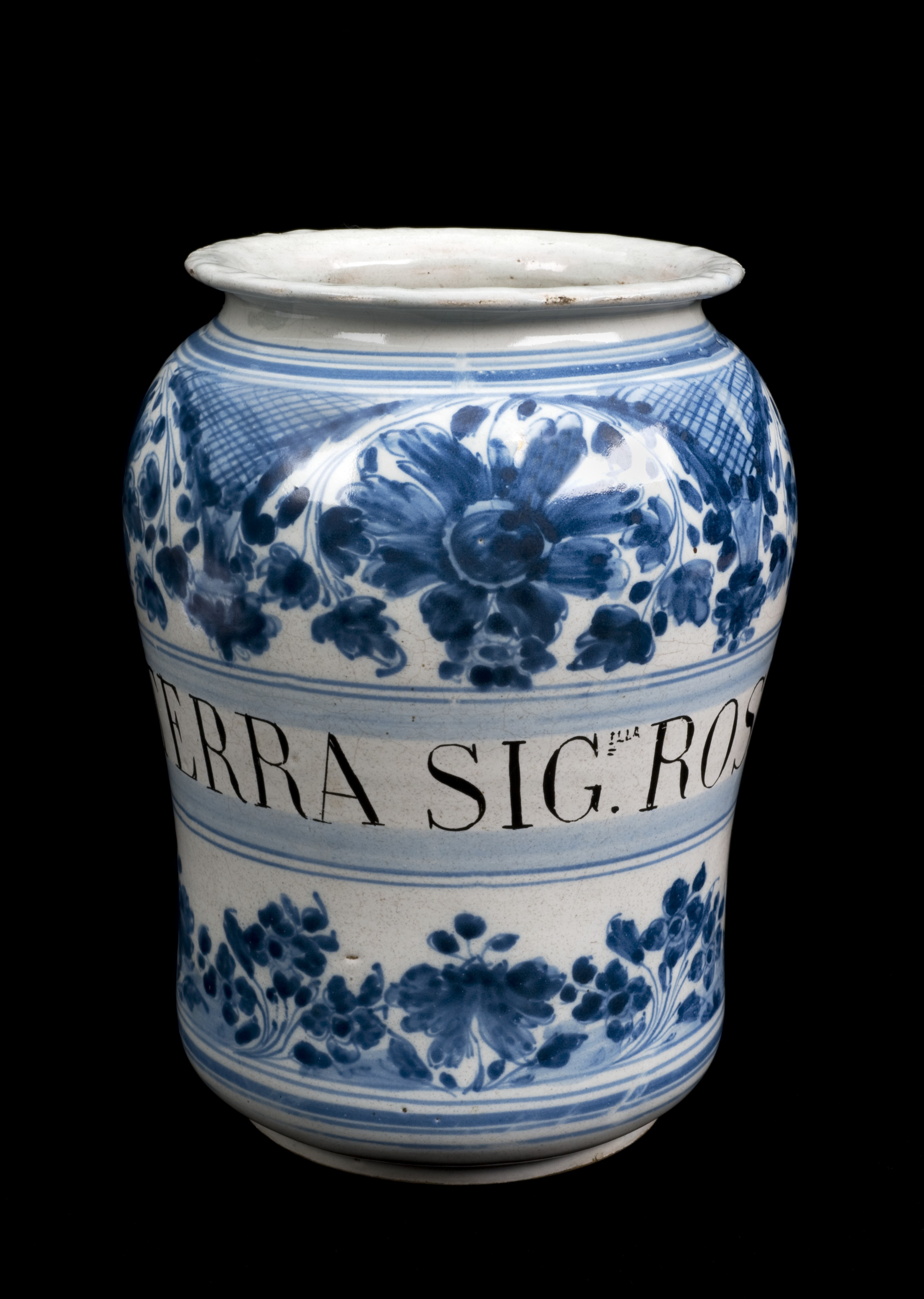
Сосуд для лечебной глины ( лат. terra sigillata), Португалия, XVIII век